# Benjamin Fitzpatrick
Pour les articles homonymes, voir Fitzpatrick.
Benjamin Fitzpatrick, né le 30 juin 1802 dans le comté de Greene (Géorgie) et mort le 21 novembre 1869 à Wetumpka (Alabama), est un homme politique démocrate américain. Il est gouverneur de l'Alabama entre 1841 et 1845, sénateur du même État puis président pro tempore du Sénat.